# 数学教育研究会
有限会社数学教育研究会（すうがくきょういくけんきゅうかい、英: Institute of mathematics education Inc.）とは、東京都新宿区新宿に本部を置き、学習塾をフランチャイズ展開している。

## 沿革
- 1969年4月 上村努（かみむらつとむ）と上村浩郎（かみむらこうろう）の兄弟が水道方式のプリント教材を用いた学習塾のフランチャイズ本部を、渋谷区神宮前二丁目22-2に人格なき社団数学教育研究会として設立。初代理事長は上村努。当初は水道方式を用いた計算塾であった。
- 1970年4月 渋谷区千駄ヶ谷五丁目21-2に本社移転。
- 1971年10月 水道方式の提唱者である遠山啓の助言により、計算塾から数学の専門塾への転換をはかる。
- 1976年1月 中谷太郎会長就任を機に水道方式と量の体系による数学の専門塾として指導を開始。
- 1976年6月 城戸幡太郎（元北海道教育大学学長、北海道大学名誉教授）顧問就任。
波多野完治（元お茶の水女子大学学長）顧問就任。
- 1976年7月 小平邦彦（東京大学名誉教授）顧問就任。
- 1978年10月 機関紙「ひろば」創刊（特集「よりよい数学教育を」対談中谷太郎・上村努、「ひろば創刊を祝う」城戸幡太郎）
- 1985年9月 上村敦（大英研会長）執筆の英語教材を用いた英語科教育を開始。教材委員会設置。
- 1995年4月 国語科教育を開始。
- 1996年2月 新宿区新宿四丁目1-23に本社移転。
- 1997年4月 銀林浩（元数学教育協議会委員長、明治大学名誉教授）顧問就任。鈴木康之（大東文化大学名誉教授）国語科顧問に就任。
- 2011年2月 墨田区千歳二丁目5-4に本社移転。
- 2015年11月 新宿区新宿二丁目11-2に本社移転。

## 数教研の特徴
入会時に学力診断テストを行い、生徒が完全に理解している段階から学習を開始する。
独自の自学自習教材を使い、週2回通塾する。教材は中学範囲までで約2,800枚あるため、全教材を学習するためには、毎回3～4枚以上のペースで進める必要があるが、小学校低学年以下で入会した生徒に対しては原則的に宿題を持たせない。
対象学年は、5歳から一部教室では高校生まで教えている。
算数数学教材は水道方式を、国語教材は外国人が日本語のしくみを学習する際に用いられる文法解釈で指導を行う。英語については、プリント教材の他にデジタルオーディオプレーヤーを使った発音の指導も行っている。

### 非競争主義
教室では異学年の生徒が同時に学習するが、生徒同士を競わせることを行わない。また生徒に考える機会を保障するため、時間を計ったり得点で優劣をつけることは行わない。